# Gare de Soukhoumi
La gare de Soukhoumi (en géorgien : სოხუმის სადგური, en abkhaze : Аҟәа) est une gare ferroviaire située à Soukhoumi capitale de l’Abkhazie qui a fait sécession de la Géorgie.

## Service des voyageurs

### Desserte
Avant le conflit abkhazo-géorgien, la Gare de Soukhoumi était une étape importante pour passer de la frontière russo-géorgien. Les dessertes suivantes était :
| Départ            | Arrivée   | N° de la ligne |
| ----------------- | --------- | -------------- |
| Moscou            | Tbilissi  | 13/14          |
| Moscou            | Tsaltoubo | 35/36          |
| Moscou            | Batoumi   | 47/48          |
| Moscou            | Soukhoumi | 51/52          |
| Moscou            | Erévan    | 55/56          |
| Rostov-sur-le-Don | Erévan    | 183/184        |
| Kiev              | Tbilissi  | 207/208        |
| Moscou            | Erévan    | 265/266        |
| Moscou            | Tbilissi  | 267/268        |
| Saint-Pétersbourg | Soukhoumi | 545/546        |
| Sotchi            | Erévan    | 587/588        |
| Sotchi            | Soukhoumi | aucune         |
| Tvartchéli        | Soukhoumi | aucune         |

Mais après le conflit abkhazo-géorgien, seuls quelques trains passent seulement des régionaux :
| Départ    | Arrivée      |
| --------- | ------------ |
| Soukhoumi | Psoou        |
| Soukhoumi | Otchamtchiré |

En 2002, des travaux commencent sur le fleuve Psoou, pour rétablir les lignes vers Soukhoumi, sur un projet financé par la Russie. 
Le 10 septembre 2014, le premier train relie Soukhoumi à Moscou, puis à d'autres destinations tels que Sotchi. 
Les lignes sont :
| Lignes                          | N° de train |
| ------------------------------- | ----------- |
| Moscou - Soukhoumi              | 305/306     |
| Saint-Pétersbourg - Soukhoumi * | 479/480     |
| Voronej - Soukhoumi             | 579/580     |

Les lignes avec astérisque sont seulement desservies l'été.